# 特德·克劳利
特德·克劳利（英語：Ted Crowley，1970年5月3日—），美国男子冰球运动员，场上位置是后卫。他曾代表美国国家队参加1994年冬季奥林匹克运动会冰球比赛，获得第8名。